# 김돈시
김돈시(金敦時, 1120년 ~ 1170년 음력 9월)는 고려 중기의 문신이다. 

## 생애
김부식의 아들이다. 의종 때 시랑(侍郞)이 되었으며 그 뒤 상서우승(尙書右丞)에 올랐다. 하지만 무신정변이 일어나자 형인 김돈중과 함께 김악산으로 숨어있었으나 형의 종자가 밀고하자 함께 처형되었다.

## 가계
- 아버지 : 김부식
  - 형 : 김돈중
    - 조카 : 김군수